# Afrocasia
Afrocasia (лат.) — род вымерших ароидных растений, произраставших на территории современного Египта в конце мелового периода, не менее 70 млн лет назад. Включает единственный типовой вид — Afrocasia kahlertiana.

## История исследования
Ископаемый растительный материал — окаменелые листья — был собран в 1980-х годах в оазисе Барис в Египте и предварительно описан как таксон предположительно семейства Ароидные. Род был описан Клеманом Койффардом и Барбарой Мор в 2016 году.

## Палеобиология
Предпочитала влажную и тенистую среду.